# Salawaku
Der Salawaku, auch Emuli, Ma Dadatoko, Saluwaku, ist ein Schild aus Indonesien.

## Beschreibung
Der Salawaku besteht in der Regel aus Holz. Er ist ein sanduhrförmiger, schmaler Langschild und ist aus einem Stück geschnitzt, inklusive des Griffes auf der Rückseite. Der obere und untere Teil sind breit und laufen zur Mitte hin schmaler zusammen. Die Vorderseite ist im Querschnitt leicht rund und etwas v-förmig gearbeitet. In der Länge ist der Schild ebenfalls etwas gebogen (siehe Bild Infobox). Auf der Rückseite ist der Länge nach eine dicke Rippe ausgearbeitet, wobei der Handgriff einen Teil dieser Rippe bildet. Die Vorderseite ist meist mit einer Farbe aus dem Saft verschiedener Wurzeln und Pflanzen schwarz bemalt. Zusätzlich sind die Außenseiten mit Perlmutteinlagen und mit Teilen von Steingut geschmückt. Geheimbünde benutzen zur Zier das „Kakean“-Symbol.
Der Name Salawaku stammt aus den Worten für „Schutz und Zurückschlagen“, das in der indonesischen Kultur im Gedenken an den übernatürlichen Schutz der Vorfahren, oder aus den Begriffen für „Verfehlen und Fangen“ verwendet wird. Bei dieser Technik wurde die Waffe des Gegners mit dem Schild blockiert und dieser dann entwaffnet.
Der Salawaku formt mit seinem Aussehen eine Art Körper und die Perlmuttverzierungen bilden die anderen Körperteile. Der obere Teil des Schildes steht für den Kopf, der untere Teil für die Füße. Die Linien, die die Arterien darstellen, verlaufen der Länge nach. Die hervorgehobene Rippe, die der Länge nach auf der Rückseite verläuft, symbolisiert die Wirbelsäule und kurz unterhalb des Griffes den Kehlkopf. Einlagen auf der Vorderseite oberhalb des Handgriffes stellen die Augen dar. Die Anzahl dieser Einlagen stellen angeblich die Anzahl der getöteten Feinde der „Vorfahren“ dar.
Die Länge des Schildes wird nach der Länge der Arme des Trägers berechnet und darf nicht länger als zwei Armlängen sein. Wenn der Schild am ausgestreckten Arm horizontal gehalten wird, darf er das Kinn des Trägers nicht berühren, um zu verhindern, dass „Tränen auf den Schild fallen“. Nach dem Glauben der indonesischen Krieger müssen Mut und Trauer getrennt werden, daher dieser Brauch.
Der Salawaku dient nicht nur als Schild, sondern auch als Waffe. Mit den dünnen Kanten und Ecken des Schildes können gefährliche Schläge gegen empfindliche Körperstellen eines Gegners ausgeführt werden. Auf der Buru-Insel wird er „Emuli“ genannt. Außerdem wird er auch noch bei zeremoniellen Begebenheiten verwendet. Er dient als Geschenk an den Bräutigam und wird auch bei den Kriegstänzen (indon. Cakalele) verwendet, auch bei den Kriegstänzen während der Hochzeitsfeierlichkeiten (indon. Hoyla) bei der Ethnie der Tobelo wird er verwendet. Beim Tanz wird er in der linken Hand getragen. Der Salawaku wird von Ethnien in Indonesien benutzt.

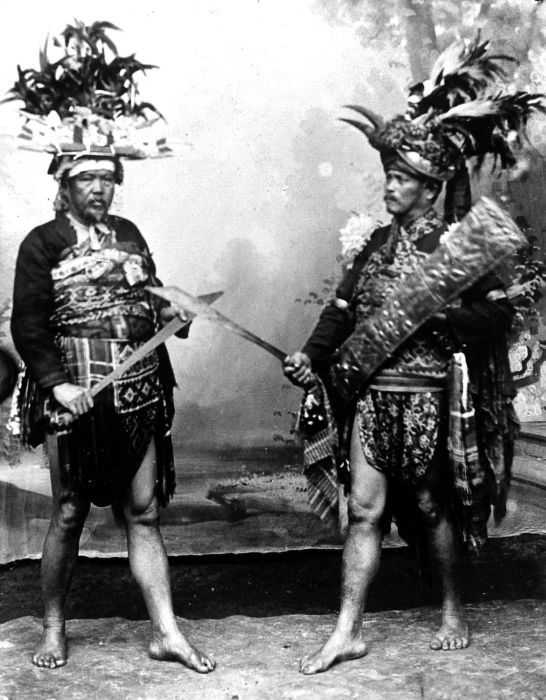
Krieger mit Salawaku-Schild (rechts)